# Lac Stymphale
Le lac Stymphale (en grec moderne : Λίμνη Στυμφαλία) est un lac aujourd'hui en partie asséché, situé dans la partie nord-est du Péloponnèse, en Grèce.

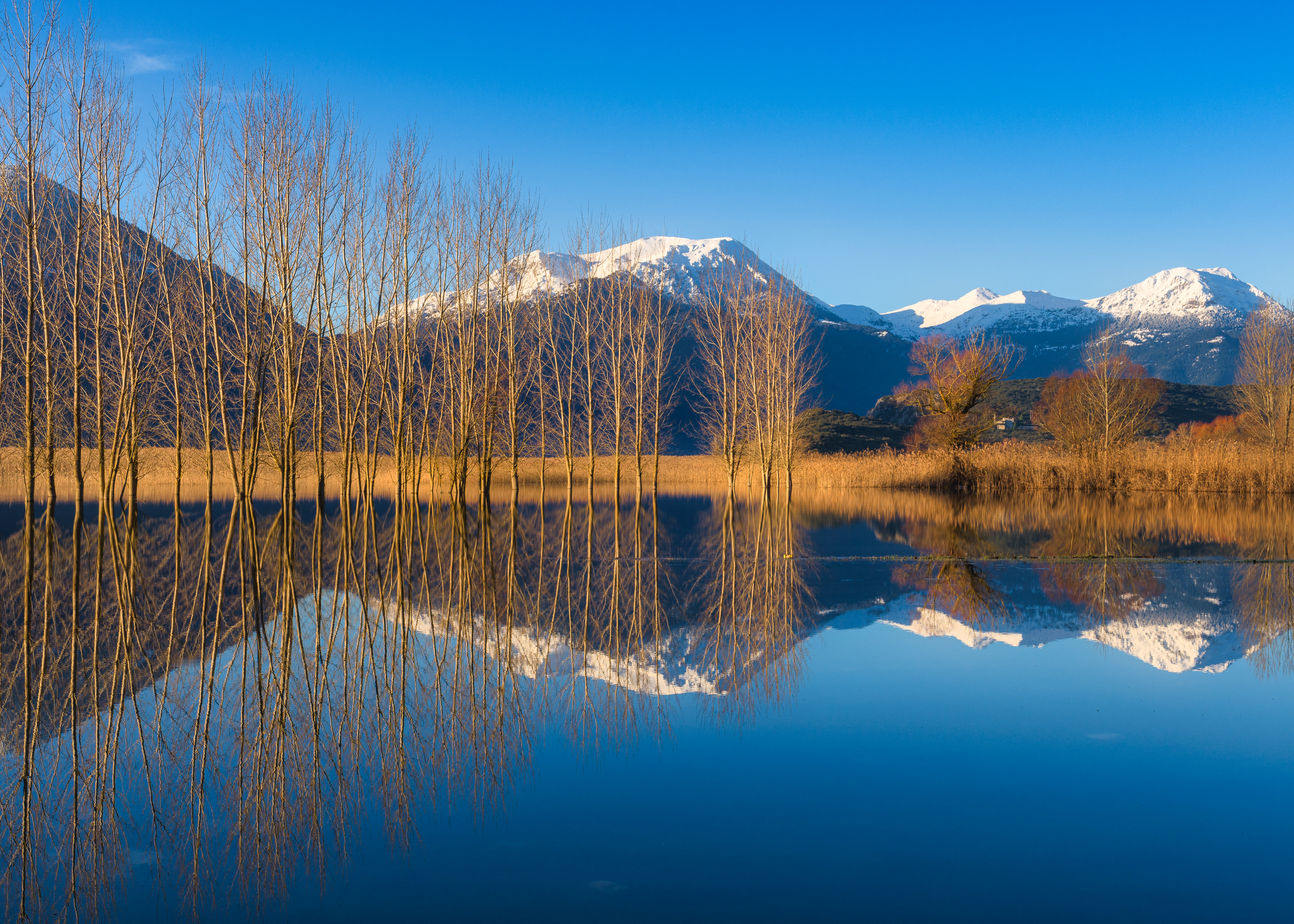
Le lac Stymphale.

D'habitude la zone autour du lac est assez sèche. Mais dans certaines conditions météorologiques des milliers de petites grenouilles vertes se cachent dans l'herbe humide pour échapper aux oiseaux et couleuvres aquatiques. Ces grenouilles sont invisibles dans l'herbe jusqu'à ce qu'on marche presque sur elles, elles sautent alors, atterrissant souvent sur une autre grenouille qui saute aussi. L'effet obtenu ressemble à des « vagues de grenouilles » qui réagissent à chaque nouveau pas. 
La zone est riche en oiseaux, en amphibiens, possède une flore diversifiée et abrite une espèce de poisson cyprinidé endémique, Phoxinellus stymfalicious dont la présence prouve l'ancienneté du lac. C'est une aire naturelle protégée.
La zone est aussi mentionnée dans la mythologie grecque en raison de ses « oiseaux carnivores » qui « infestaient » les bois d'Arcadie près du lac : le sixième des travaux d'Héraclès consistait à les exterminer.